# 敦賀城の戦い
敦賀城の戦い（つるがじょうのたたかい）は越前朝倉氏の内乱である。
朝倉孝景の四男である景総は、相撲を取る際に弟の教景（朝倉宗滴の兄）を殺害した。教景は慈視院光玖の養子となっていたため、光玖は激怒した。景総は南条郡慈眼寺に逃げ込み、僧となったが、教景の母の強い憤りにより、越前を離れざるを得なくなり、管領細川政元に仕えることになったという。
敦賀郡司の朝倉景豊は、景総と結託し、当主の朝倉貞景に対して謀反を企てた。景豊は景総の娘婿であり、鳥羽氏、勝蓮華氏、朝倉宗滴の妻も景豊の娘であったことから、これらの縁を期待しての謀反だった。
だが宗滴は貞景に通報し、1503年（文亀3年）貞景は直ちに数千騎の軍勢を率いて敦賀城を包囲した。景豊の家臣は皆離反し、敦賀城は落城、景豊は滅亡した。
貞景にとって越前の一国支配が目的であり、それはこの叛乱を鎮圧することによってなされた。